# 布蘭施泰特岩
70°7′S 72°40′E / 70.117°S 72.667°E
布蘭施泰特岩是南極洲的岩石群，位於阿梅里冰架東端，處於蒂爾島東北面2公里，該岩在1952年根據美國海軍的空中照片被繪入地圖，以美國海軍的機務人員命名。
 本条目引用的公有领域材料来自美国地质调查局的文档《布蘭施泰特岩》 （資料來自地名信息系统）。